# Бібліотека та архіви інституту Гувера
37°25′39″ пн. ш. 122°10′01″ зх. д. / 37.42762595° пн. ш. 122.16696834295° зх. д.
Бібліотека та архіви інституту Гувера — дослідницький центр та архівне сховище, розташоване в Стенфордському університеті, поблизу Пало-Альто, штат Каліфорнія, Сполучені Штати Америки. Бібліотека знаходиться у вежі Гувера, а читальна зала архівів примикає до подвір’я, розташованого нижче  
Побудована навколо колекції, зібраної випускником Стенфорда Гербертом Гувером до того, як він став президентом США, Бібліотека та архіви Гувера багато в чому присвячені всесвітній історії 20 та 21 століття. Він включає одну з найбільших колекцій політичних плакатів у світі. Засновано у 1919 році. 

### Ключові колекції
Архів є цінним ресурсом для тем, що стосуються Росії: піднесення політичних партій, Імператорський російський дипломатичний архів, революційний рух, Азійська Росія та її колонізація, "Охрана", російсько-японська війна та участь Росії в Першій світовій війні.
Інші спеціальні колекції включають Hoover Institution/Research Libraries Group, Inc.. (RLG)/Проект каталогізації Російської державної архівної служби та Проект мікрофільмування архівів Радянської Комуністичної партії.